# Небојша Чонкић
Небојша Чонкић Чонта (Нови Сад, 4. септембар 1953) је српски професор и певач панк рок музике.

## Биографија
Рођен је у Новом Саду, 4. септембра 1953. године. Радио је као професор у Електротехничком школском центру. Популарност у Југославији стекао је као фронтмен групе Пекиншка патка.
Почетком деведесетих, био је на листи ДЕПОС-а (као члан Српског покрета обнове) кандидат за народног посланика. У то време му се родио и син.
Преселио се у канадски град Торонто 1994. године. Предаје информатику на канадском државном колеџу Сенека.